# بيير برنارد (سياسي)
بيير برنارد (بالفرنسية: Pierre Bernard)‏ هو سياسي فرنسي، ولد في 30 يناير 1934 في ستراسبورغ في فرنسا. انتخب نائب فرنسي عن دائرة Seine-Saint-Denis's 12th constituency ‏ خلال فترته النيابية ‏ (19 يونيو 1995 – 21 أبريل 1997) وانتخب رئيس بلدية ‏ مونفرماي (1983 – 2002).